# Jennie Tourel
Jennie Tourel (Vítebsk, 22 de junio de 1900 – Nueva York, 23 de noviembre de 1973) fue una destacada mezzosoprano ruso-judía emigrada a los Estados Unidos. 

## Biografía
Nacida Davidovich, estudió piano y flauta en su Rusia natal. Su familia emigró temporalmente a Danzig después de la Revolución comunista mudándose finalmente a París, donde estudió piano y voz decidiéndose por una carrera lírica. Cambió su nombre a Tourel y debutó en la Ópera Rusa de París en 1931. Cantó Carmen en el teatro Nacional de la Opéra-Comique de París en 1933 donde cantó también Mignon, Djamileh, Charlotte (Werther) y Marcelina (Las bodas de Fígaro) y en la Sala Favart donde estrenó tres papeles: Labryssa en Tout Ank Amon (1934), Missouf en Zadig (1938) y Zouz en La nuit embaumée (1939).
En Estados Unidos debutó en la Chicago Civic Opera en 1930 y en el Metropolitan Opera House entre 1937 y 1947 como Mignon, cantando luego Rosina, Adalgisa (para la Norma de Zinka Milanov) y Carmen. En 1937 se estableció en Lisboa para luego emigrar a Estados Unidos donde se naturalizó en 1946. Creó en 1951 el papel de Baba the Turk en The Rake's Progress de Igor Stravinsky y su carrera permaneció asociada a Leonard Bernstein de quien estrenó los ciclos I Hate Music y La Bonne Cuisine) así como a Francis Poulenc y Paul Hindemith. Una de las más notables exponentes del estilo francés y la canción de cámara en su último período fue una prestigiosa maestra de canto en la Juilliard School of Music y en la Aspen School of Music de Colorado. Fue la maestra de Barbara Hendricks y otros importantes intérpretes.